# Kantojärvi (sjö i Kajanaland)
Kantojärvi är en sjö i Finland. Den ligger i kommunen Puolango i landskapet Kajanaland, i den centrala delen av landet, 500 km norr om huvudstaden Helsingfors. Kantojärvi ligger 182 meter över havet. Den ligger vid sjön Kongasjärvi. Arean är 34,6 hektar och strandlinjen är 3,95 kilometer lång. Sjön  ingår i Uleälvens huvudavrinningsområde. 